# Gianluca Ginoble
Gianluca Ginoble (ur. 11 lutego 1995 w Atri, prowincja Teramo) – włoski piosenkarz, członek włoskiego operowo-popowego trio Il Volo.

## Dzieciństwo
Gianluca spędził swoje dzieciństwo w miejscowości Montepagano, małej wiosce niedaleko Roseto degli Abruzzi w centralnych Włoszech. Jest pierwszym dzieckiem Ercole Ginoble i Leonory Di Vittorio. Ma młodszego brata, Ernesta. Jego talent do śpiewania, gdy miał trzy lata, zaczął odkrywać jego dziadek, Ernesto Ginoble, który namówił go do występów na festiwalach miejskich. Gianluca w dzieciństwie nie kształcił się muzycznie - jest samoukiem. Wygrywał wiele muzycznych konkursów dla dzieci w swoim regionie, m.in. sławny festiwal Voci Nuove - został przez to okrzyknięty wschodzącą gwiazdą swojego regionu. Jest wielkim fanem Andrei Bocellego, pojawiał się często na jego koncertach jako widz, obserwując mistrzowską formę artysty i czerpał od niego inspirację do samokształcenia. Mały Ginoble był również utalentowany sportowo - w swoim regionie był zwany Małym Maradoną.

## Kariera muzyczna
W 2009 roku wziął udział w programie Ti lascio una Canzone, organizowanym przez włoską stację Rai 1. Szczególnie szczęśliwym dla niego epizodem w tym konkursie był odcinek pierwszy i trzeci, w którym udało mu się wygrać piosenkami kolejno: Il mare calmo nera sera oraz La luna che non c’è. W programie udział wzięli również Ignazio Boschetto oraz Piero Barone. W czwartym odcinku programu cała trójka zaśpiewała razem piosenkę O’ sole mio, a po zakończeniu całego konkursu wykonali piosenkę Torna a Surriento.  Ostatecznie konkurs wygrał sam Ginoble. Jednakże po zakończeniu emisji edycji programu telewizyjnego, producenci nie chcąc zmarnować wielkiego potencjału trzech młodzieńców, zdecydowali się na utworzenie zespołu Il Volo.
Gianluca po wygranej w Ti Lascio Una Canzone dostał wiele możliwości pokazania się szerszej publiczności. Między innymi obdarzono go zaszczytem zaśpiewania włoskiego hymnu podczas Igrzysk Śródziemnomorskich w Pescarze w 2009 roku.
W 2010 razem z Boschetto i Barone wziął udział w tworzeniu piosenki „We Are The World 25 for Haiti”. Od 2011 roku ich kariera zaczęła się prężnie rozwijać na terenie USA, a następnie we Włoszech i Ameryce Południowej. W 2015 roku wygrali finał Festiwalu Piosenki Włoskiej w San Remo z utworem „Grande amore”, z którym reprezentowali Włochy w 60. Konkursie Piosenki Eurowizji organizowanym w Wiedniu. 23 maja wystąpili w finale imprezy i zajęła ostatecznie trzecie miejsce w finale z 292 punktami na koncie, dzięki czemu zdobyli uznanie i sławę w Europie.
W 2016 roku Il Volo wystąpiło z projektem Notte Magica - Tribute to Three Tenors. Na płycie o tym samym tytule znalazł się zapis koncertu, które trio zagrało w hołdzie „Trzem Tenorom”, czyli Plácido Domingo, José Carrerasowi i Luciano Pavarottiemu. Koncert miał miejsce we Florencji na Piazza San Lorenzo. Trasa koncertowa z orkiestrą symfoniczną przypada na 2017 rok.